# No Good (Start the Dance)
«No Good (Start the Dance)» — пісня англійського гурту електронної музики The Prodigy. Пісню написав і випустив учасник гурту Ліам Гаулетт. Сингл вийшов e травні 1994 року як другий сингл зі свого другого студійного альбому Music for the Jilted Generation.
Пісня побудована навколо повторюваного вокального зразка з фільму «You No Good for Me» Келлі Чарльза (1987). Спочатку Гаулетт мав сумніви щодо того, чи слід використовувати зразок, оскільки він вважав, що це занадто попсово. Пісня також містить зразки з «Funky Nassau» фанк групи The Beginning of the End.
У 2012 році видання NME додало у свій список «100 кращих пісень 1990-х» під номером 33.
Сингл отримав сертифікат Gold в Німеччині за 250 000 проданих копій.

## Музичне відео
Кліп знятий у занедбаному підземному складі під ринком Spitalfields у районі East End Лондона, відеоролики зображують персонажів, які танцюють під пісню пісні, включаючи дуже маніакального Ліама Гаулетта, в той час, як інші учасники гурту прогулюються навколо.

## Список композицій

### XL recordings

#### 12 "вінілова платівка
1. «No Good (Start the Dance)» (Original Mix) — 6:22
2. «No Good (Start the Dance)» (Bad for You Mix) — 6:52 (remixed by Liam Howlett)
3. «No Good (Start the Dance)» (CJ Bolland Museum Mix) — 5:14

#### CD-сингл
1. «No Good (Start the Dance)» (Edit) — 4:01
2. «No Good (Start the Dance)» (Bad for You Mix) — 6:52 (remixed by Liam Howlett)
3. «No Good (Start the Dance)» (CJ Bolland Museum Mix) — 5:14
4. «No Good (Start the Dance)» (Original Mix) — 6:22

## Чарти
| Графік (1994)                         | Найвища позиція |
| ------------------------------------- | --------------- |
| Австралія (ARIA)                      | 45              |
| Австрія (Ö3 Austria Top 75)           | 6               |
| Бельгія (Ultratop Flanders)           | 7               |
| Європа (Eurochart Hot 100 В США)      | 10              |
| Фінляндія (з Suomen virallinen листа) | 1               |
| Німеччина (Official German Charts)    | 4               |
| Ісландія (Íslenski Listinn Топп 40)   | 4               |
| Ірландія (Ірма)                       | 4               |
| Нідерланди (Dutch Top 40)             | 2               |
| Нідерланди (Mega Single Top 100)      | 3               |
| Норвегія (VG-lista)                   | 7               |
| Іспанія (AFYVE)                       | 12              |
| Швеція (Sverigetopplistan)            | 22              |
| Швейцарія (Media Control AG)          | 8               |